# Rafał Leszczyński (slawista)

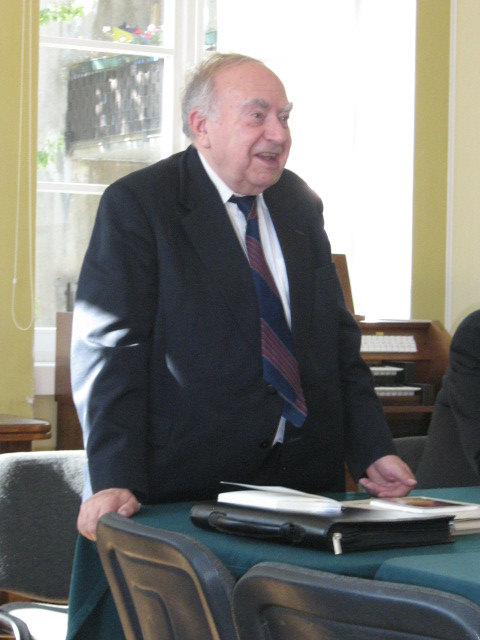
Rafał Andrzej Leszczyński, Warszawa 2011r. podczas prezentacji jego książki "Pisma polemiczne".

Rafał Andrzej Leszczyński (ur. 13 sierpnia 1933, zm. 26 sierpnia 2023) – polski językoznawca, specjalista filologii zachodniosłowiańskiej, nauczyciel akademicki, tłumacz Biblii, członek Towarzystwa Polsko-Serbołużyckiego, autor około 500 publikacji. Pracował na Uniwersytecie Łódzkim i Wyższej Szkole Pedagogicznej w Kielcach. Jego synem jest Rafał Marcin Leszczyński, teolog i publicysta.

## Życie i dzieło
Studia ukończył w 1955 roku i rozpoczął pracę jako nauczyciel akademicki na Uniwersytecie Łódzkim i Warszawskim. W l. 1955 - 1969 pracował w na Wydziale Filologicznym Uniwersytetu Łódzkiego gdzie uzyskał stopień naukowy doktora. Od 1969 pracował na Wydziale Humanistycznym w Wyższej Szkole Pedagogicznej w Kielcach (pierwotna nazwa Wyższa Szkoła Nauczycielska, od 1973 WSP) początkowo na stanowisku docenta. Był kierownikiem Zakładu Filologii Polskiej, potem kierował Zakładem Historii i Teorii Literatury oraz Zakładem Literatury Przedrozbiorowej. W 1993 przeszedł na emeryturę.  
Przez dwie kadencje był członkiem Krajowego Komitetu Towarzystwa Biblijnego.
W latach 1995–2001 uczestniczył w ekumenicznym przekładzie Nowego Testamentu jako współautor przekładu Ewangelii synoptycznych, tj. Ewangelii według św. Łukasza, Ewangelii według św. Marka, Ewangelii według św. Mateusza. Reprezentował Kościół Ewangelicko-Reformowany. Pracował też nad przygotowaniem przekładu Dziejów Apostolskich i doszedł do siedemnastego rozdziału, ale jego praca została odrzucona przez dyr. Barbarę Enholc-Narzyńską. Rafał Leszczyński w swoich „Pismach polemicznych” zarzucił ekumenicznemu przekładowi NT nadmierną konfesjonalizację katolicką.
Jego zdaniem w całej polskiej tradycji translatorskiej dwa miejsca Nowego Testamentu są błędnie przekładane: Ap 18,13 i Łk 13,28. W Ap 18,13 αμωμον było dotychczas tłumaczone jako amomum, korzenie, balsam, maść, przyprawy. Jego zdaniem termin ten powinien być tłumaczony jako kardamon malabarski. W Łk 13,18 używany jest zwrot tłumaczony dotąd jako „płacz i zgrzytanie zębów”. Zębami zgrzyta się ze złości, gdy chce się komuś wyrządzić krzywdę, tymczasem tekst biblijny mówi o rozpaczliwym losie odrzuconych. Dlatego Leszczyński jest zdania, że zwrot ten należy tłumaczyć jako: „Tam będzie się szlochać i dzwonić zębami”.
W latach 2002–2004 współpracował z ks. Jerzym Banakiem przy redagowaniu kwartalnika „Bliżej Biblii”.
Był autorem około 500 publikacji. Zajmował się m.in. literaturą reformacyjną XVI wieku i wzajemnymi stosunkami Polaków i Łużyczan. Był autorem pierwszego słownika dolnołużycko-polskiego (2005). Dwukrotnie był honorowany Nagrodą Domowiny ("Myto Domowiny" w 1988 i w 2007) - nagrodą dla osób zasłużonych dla kultury serbołużyckiej. 
Mieszkał w Łodzi.

## Publikacje
- Sto lat łużyckiej krytyki literackiej i nauki o literaturze, 1985.
- U początków łużyckich zainteresowań literaturą polską, 1989.
- Biblia w kulturze literackiej Łużyczan, 1992.
- Hornjoserbsko-pólski a pólsko-hornjoserbski słownik pozdatnych ekwiwalentow, 1996. ISBN 83-905887-0-6
- Zarys dziejów narodowościowych Łużyczan, t. 1, 1997. ISBN 83-7126-095-4
- My i oni: kontakty kulturalne Polaków i Łużyczan, 2000. ISBN 83-7126-139-X
- Zarys dziejów narodowościowych Łużyczan, t. 2, 2002, ISBN 83-7126-095-4
- Dolnołużycko-polski słownik minimum, 2002. ISBN 83-909264-4-X
- Praktyczny słownik dolnołużycko-polski = Praktiski dolnoserbsko-pólski słownik, 2005. ISBN 978-3-7420-2013-0
- Berascejskìâ knìgazbory : Brèsckaâ Bìblìâ - unìkal'ny pomnìk kul'tury XVI stagoddzâ : da 450-goddzâ, 2014
- Panorama piśmiennictwa łużyckiego , wyd. Stowarzyszenie na rzecz tradycji i kultury „Niklot”, Warszawa 2023